# Scantraxx Recordz
Scantraxx Recordz is een Nederlands platenlabel, opgericht door Dov Elkabas, beter bekend als The Prophet. Het label heeft voornamelijk dj's onder zijn hoede die actief zijn in het muziekgenre hardstyle, maar in het verleden zijn er ook hardcore- en gabberhouseproducties uitgebracht.
Tussen november 2007 en april 2008 organiseerde het label een groot aantal evenementen in Europa en Australië onder de noemer S.W.A.T. (Scantraxx World Artist Tour). Op 26 april 2008 vond het laatste in de reeks S.W.A.T.'s plaats in discotheek Outland in Rotterdam. In 2009 organiseerde Scantraxx de tweede S.W.A.T., die 21 maart in het Paard van Troje in Den Haag begon en in de Duitse club Megaclub ZAK in Uelsen eindigde, één week voor het grote festival Defqon.1 2009, waar vele Scantraxx-artiesten optraden.
In maart 2009 werd op de website van Scantraxx aangekondigd dat er een nieuw sublabel zou komen, te weten Squaretraxx, een samenwerkingsproject met de dj's DJ Ruthless en Vorwerk (ook bekend als Noise Providers). De muziekuitgaven van dit sublabel moesten een combinatie zijn van hardstyle, techno en jumpstyle.
In april 2009 maakte Scantraxx bekend A² Records te hebben overgenomen, sindsdien is het een sublabel van Scantraxx.

## Sublabels

### Actief

#### Scantraxx algemeen
- SCANTRAXX (Main label, eerder: Scantraxx Main and BLACK)
- Scantraxx NEXXUS ('Next in line' label, eerder: CARBON & SILVER)
- Scantraxx PROSPEXX (Talentenlabel)

#### Artiestenlabels
- Italian Hardstyle (Sublabel van Zatox)
- Scantraxx EVOLUTIONZ (Sublabel van D-Block & S-te-Fan)
- SEVEN Records (Sublabel van E-Force)
- PL4N3T X (Sublabel van JDX)

#### Anders
- Scantraxx Covers (Het publiceren van muziek onder coverlicenties)

### Inactief
- A² Records (sublabel van Alpha², vervangen door Scantraxx BLACK)
- Gold Records (vroeger TiLLT Gold; sublabel van Max Enforcer)
- M!D!FY (sublabel van Brennan Heart; hetzelfde met M!D!FY Digital)
- X-Bone en X-Raw (Talentenlabel)
- Paint It Black
- Scantraxx BLACK (Raw Hardstyle en Hardcore)
- Scantraxx Carbon (Raw Hardstyle)
- Scantraxx Global
- Scantraxx Italy (sublabel van Davide Sonar)
- Scantraxx Reloaded (sublabel van Headhunterz)
- Scantraxx Silver (Euphorische Hardstyle)
- Scantraxx Special
- ScantraXXL
- Squaretraxx (sublabel van Ruthless)
- Unleashed Records (sublabel van Digital Punk)

## Artiesten

### Actueel
SCANTRAXX:
- A-Rize
- Aftershock
- Bass Modulators
- Bass X Machina
- D-Block & S-te-Fan
  - Ghost Stories (Liveact van D-Block & S-te-Fan)
- Demi Kanon
- Devin Wild
- Digital Punk
- Disarray
- DJ Isaac
- E-Force (SEVEN Records)
- Frontliner
- Imperatorz
- JDX
- KELTEK
- Kronos
- Lady Faith
- Level One
- The Prophet
- Zatox

Scantraxx NEXXUS:
- Bright Visions
- Dvastate
- ERABREAK
- Flux Overload

### Voormalig / Inactief
- 3 Steps Ahead
- A-lusion featuring Nightkiller
- Abel
- Activator
- ADN
- ADN Lewis
- Adrenalize ft. ADN Lewis
- Adronity featuring TNYA
- Adronity
- Aftergeneration
- AK
- ALARA
- Alex Holmes
- Alpha
- Alpha2
- Amfaqt
- Angerfist
- Asterz
- Astro
- ATILAX
- Atmozfears & Devin Wild
- Attix
- Audionoizer
- B-Front & Alpha²
- B-Kicker
- Bass Modulators
- Blame Noise
- Bluestylez
- Blutonium Boy
- Break of Dawn
- Brennan featuring Heart
- Caelum
- Carola
- Chad Kowal
- Creek
- Crossfight
- D Noizer
- D'Ort
- D-Playerz
- D-Attack
- Darook MC
- DATRICZ
- Dave Revan
- Davide Sonar
- Deadcrow
- Deetox
- DEATH CODE
- Ecstatic
- Elysium
- Envine
- Ephoric
- F8trix
- G4H
- Galactixx
- Ghost Stories
- Hard Driver
- Headhunterz
- High Voltage
- Imperatorz
- In-Phase
- Isaac
- JDX
- Josh & Wesz
- KELTEK
- Kronos
- Lady Faith
- Level One
- Max Enforcer
- MC Renegade
- Neroz
- Outbreak
- Phuture Noize
- PL4N3T X
- Refuzion
- Requiem
- Retrospect
- Rogue Zero
- Scantraxx 20 Years Show
- Sefa
- Sub Zero Project
- Tatanka
- The Prophet
- The Purge
- Thyron
- Toneshifterz
- Wasted Penguinz
- Wildstylez
- Zany
- Zatox
- Zyon